# 페타 (SI 접두어)
페타(Peta, 기호: P)는 1015(천조)를 나타내는 SI 접두어이다. 1975년 SI 단위계에 추가되었다.
five(5)를 뜻하는 그리스어 'πετα(페타)'에서 왔다.
컴퓨터 과학에서 페타는 1015(=1 000 000 000 000 0000) 대신에 250(=1 125 899 906 842 624)를 의미하기도 한다. 구분을 위해서 pebi(기호: Pi)라는 단위를 사용한다.aa라고 한다.